# George Newbern
George Newbern (født 30. december 1964 i Arkansas i USA) er en amerikansk skuespiller og tegnefilmsdubber. Han er sikkert bedst kendt som stemmen bag Superman i Justice League, og som stemmen bag Sephiroth i Final Fantasy.